# ЛБ-1
100 мм танково оръдие ЛБ-1 (рус. Лаврентий Берия)

## История
Оръдието ЛБ-1 е разработено от ОКБ № 92 на базата на 85 мм оръдие ЛБ-1. За целта е бил сменен само 85 мм ствол на оръдието. Като перспектива се е предвиждало оръдието да бъде монтирано на средния танк Т-34-100.
В периода февруари – март 1945 г. оръдието преминава полигонни изпитания в съревнование с още два модела 100 мм танкови оръдия – ЗИС-100 и Д-10. Оръдието се представя изключително добре в сравнение с конкурентите си. Показва висок темп на водене на огъня и ниско влияние върху корпуса при стрелба. В основата на този успех стои монтираният високоефективен дулен спирач. След края на изпитанията оръдието е препоръчано за приемане на въоръжение, но въпреки това не започва серийното му производство. Като най-вероятна причина може да се посочи, че през март 1945 г. започват изпитанията на първия прототип на танка Т-54.
Въпреки това са проведени още няколко изпитания на серийни образци. В периода 1945 – 1947 г. оръдието е произвеждано в малки количества и е монтирано на танка T-44-100 и на различни опитни образци Т-54.